# ساندران
ساندران (به فرانسوی: Sandrans) یک کمون در فرانسه است که در Canton of Châtillon-sur-Chalaronne واقع شده‌است.

## خصوصیات
ساندران ۲۹٫۰۳ کیلومترمربع مساحت و ۵۳۰ نفر جمعیت دارد و ۲۸۰ متر بالاتر از سطح دریا واقع شده‌است.